# Brunella Selo
Brunella Selo (Napoli, 6 settembre 1959) è una cantante e musicista italiana.

## Biografia
Appassionata di canto fin dalla più tenera età, spazia senza soluzione di continuità dalla canzone d’autore alla musica etnica e popolare di tutto il mondo, e si esibisce nei più importanti teatri italiani a partire dal 1980. Nel 1989 debutta nello spettacolo musicale Sona sona, ispirato alla rivoluzione napoletana del 1799, con la Nuova Compagnia di Canto Popolare. Da allora partecipa a diversi spettacoli teatrali di musica e prosa di grande risonanza, come Novecento Napoletano di Bruno Garofalo, e successivamente entra a far parte della compagnia del Maestro Roberto De Simone, protagonista di molti spettacoli come Le Tarantelle del rimorso, l’Agamennone, Populorum Progressio, L’Opera dei Centosedici.
Il grande pubblico la conosce e apprezza nel 1999, anno in cui partecipa al festival di Sanremo accanto a Nino D'Angelo, con il brano Senza giacca e cravatta, che si classifica all'ottavo posto.
Nel 2005 esce su etichetta Il Manifesto il suo primo album da solista Iso. È un disco marcatamente world music che mette in evidenza la sua duttilità vocale, la sua capacità autoriale e l’abilità nel cantare in tante lingue diverse. Una conferma delle capacità interpretative della cantante napoletana si ha nello stesso anno con l’album Appassiunata, inciso per Rai Trade, che la porterà nel 2004 in tournée in Olanda e Israele. L’album Io sono Ulisse, del 2011 edito da Polosud, un concept album più vicino alla canzone d’autore, vede la partecipazione di molti musicisti napoletani, fra cui Daniele Sepe,  Piero De Asmundis e Gino Evangelista.
Ha collaborato, curandone anche gli arrangiamenti vocali, a numerose produzioni televisive, in Italia e all’estero, partecipando a prestigiose rassegne musicali e progetti discografici, quali, tra gli altri: Claudio Mattone ‘A città ‘e Pulecenella e la colonna sonora di Scugnizzi, Eugenio Bennato, Chorus Latino, Peppino di Capri, Gianluigi Di Franco, Tony Esposito, Fausto Mesolella, Avion Travel, Bruno Tommaso, Antonello Paliotti, Sergio Rendine, Roberto De Simone, Daniele Sepe. Proprio dalla collaborazione con quest’ultimo è nato il brano Tarantella del Gargano, colonna sonora del film di Mario Martone “L’amore molesto”, presentato al Festival di Cannes nel 1995.
Nel settembre 2008 viene invitata a cantare con l’Orchestra Filarmonica di Oviedo, in Spagna, in occasione del quarto Centenario dell’Università di Oviedo. Nell’ottobre 2008 viene pubblicato un cd- dvd dal titolo “Canzoni appassiunate”, concerto live realizzato in duo con Fausto Mesolella.
Nel 2017 partecipa all'album collettivo Giacomo Franco: Se io fossi un mago, dedicato al figlio Giacomo, anch'egli musicista, morto tragicamente in un incidente il 1 maggio 2013. Il disco contiene diversi brani composti da Giacomo, oltre a composizioni originali di Brunella Selo e del marito Dario Franco, anch’egli apprezzato musicista.
Nel 2018 pubblica con un quartetto tutto al femminile “SesèMamà “ da lei fondato nel 2016, l’album omonimo.
Alla carriera di cantante affianca un’intensa attività di insegnante di canto, vocal coach e docente di vocalità in Musicoterapia, dopo aver conseguito il diploma nel 1999 presso l'Isfom di Napoli diretto da Gianluigi Di Franco  che le affiderà numerosi progetti di musicoterapia con funzione pedagogica e riabilitativa.
Il 19 giugno 2020 esce il suo ultimo lavoro discografico, distribuito da Soundfly, dal titolo Terre del finimondo, un ponte ideale tra la musica napoletana e la musica brasiliana, 11 brani prevalentemente originali scritti da Brunella Selo in lingua napoletana e portoghese, omaggio a due culture lontane eppure tanto simili.
Nel dicembre del 2024 realizza ancora un altro disco, stavolta di canti di Natale di successo, dal titolo Christmas Carols.

## Discografia

### Album
- ISO (2005)
- Appassiunata (2005)
- Canzoni Appassiunate live (2008)
- Io sono Ulisse (2011)
- Giacomo Franco: Se io fossi un mago (2017)
- SesèMamà  (2018)
- Terre del finimondo (2020)
- Christmas Carols   (2024)